# تومي تايلور (سياسي)
تومي تايلور (بالإنجليزية: Tommy Taylor)‏ هو سياسي نيوزلندي، ولد في 16 يونيو 1862 في المملكة المتحدة، وتوفي في 27 يوليو 1911 في كرايستشرش في نيوزيلندا. انتخب عضو مجلس النواب النيوزيلندي.